# Viga Gerber

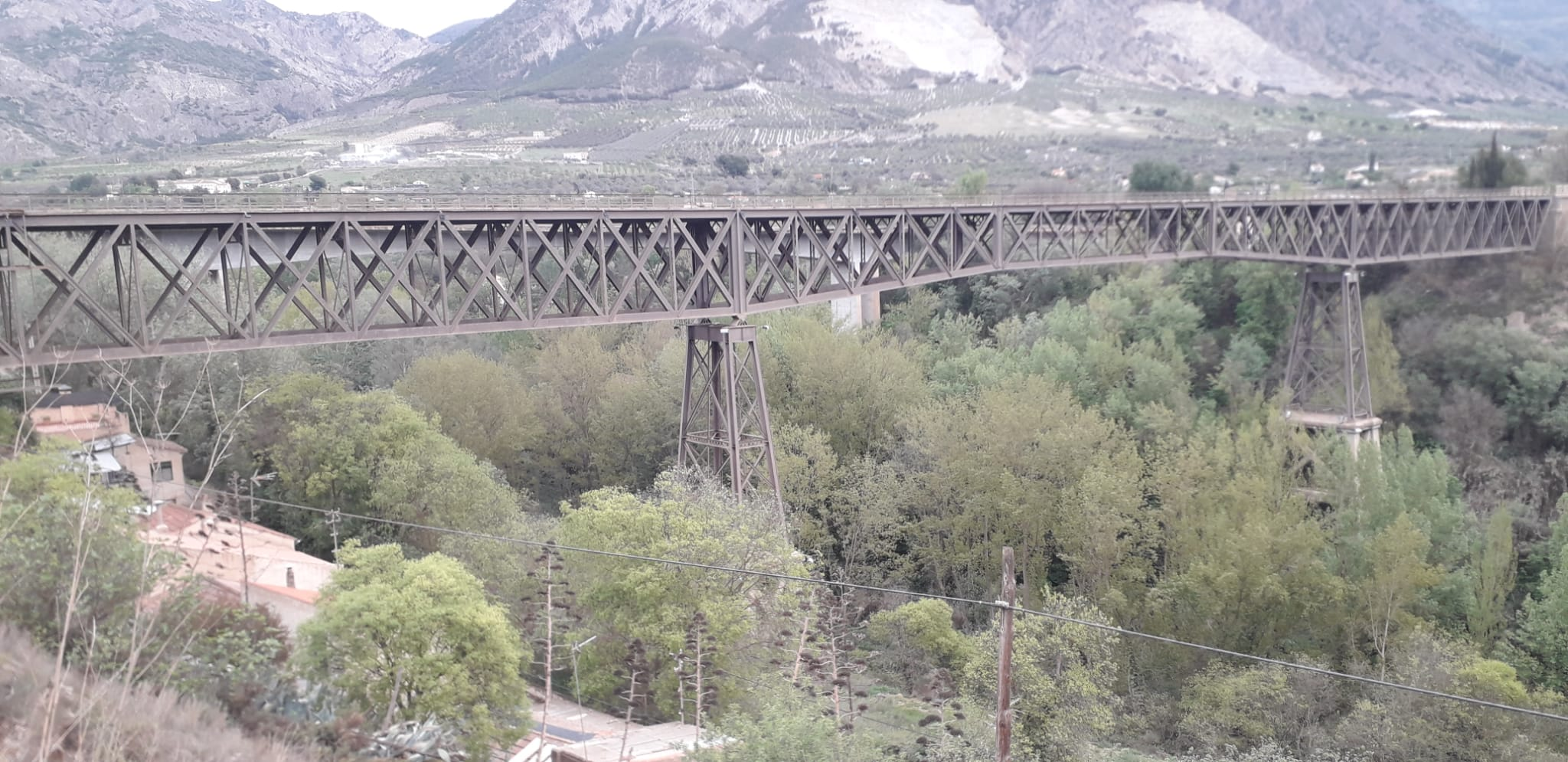
Viga Gerber con una longitud total de 200 m sobre el río Dúrcal, en Dúrcal (provincia de Granada, España). Popularmente conocido como el Puente de Lata, originalmente estuvo situado sobre el río Gor en el FC de Baza a Guadix. Fue construido en 1906

En análisis estructural, viga Gerber o celosía articulada son términos utilizados para referirse a una viga de varios vanos provista de rótulas para que las cargas aplicadas se distribuyan isostáticamente. Los puentes Gerber son un tipo particular de puente en ménsula.

## Historia

Esquema del puente principal de Haßfurt. Las articulaciones están marcadas en color rojo

Esta configuración lleva el nombre del ingeniero alemán Heinrich Gerber (1832-1912), quien la patentó en 1866. El diseño se utilizó por primera vez en 1867, durante la construcción de un puente sobre el río Regnitz en Bamberg; y en el puente principal de Haßfurt, con tres vanos de 23,9 + 37,9 + 23,9 metros de luz. El Puente Alto (1876) sobre el río Kentucky en Estados Unidos se considera el primer gran puente de tipo Gerber con una larga vida en servicio.
Las celosías de tipo Gerber construidas con vigas de acero se utilizaban principalmente para grandes puentes de ferrocarril, que no podían ser ejecutados como puentes colgantes debido a las altas cargas producidas por el tráfico de los trenes. En el siglo XX, solo se ejecutaron unos pocos puentes con esta disposición. Esto se debió en gran parte al colapso del Puente de Quebec durante la fase de construcción, lo que causó que mucha gente perdiera la fe en su diseño. Esta tipología solo se mantuvo en los Estados Unidos, apoyada por la industria del acero. Entre las estructuras notables fuera de América del Norte completadas después del derrumbe del puente de Quebec, pueden citarse el Puente Story (1935) de Brisbane, Australia; y el Puente de Howrah (1943) en la India.
Los puentes Gerber fueron reemplazados principalmente por estructuras de hormigón pretensado, que son más fáciles, más rápidas y más económicas de construir. En ingeniería estructural se siguen usando los soportes de articulación fija, especialmente como correas para las vigas de techos planos en zonas sísmicas para evitar su derrumbe.

## Puentes

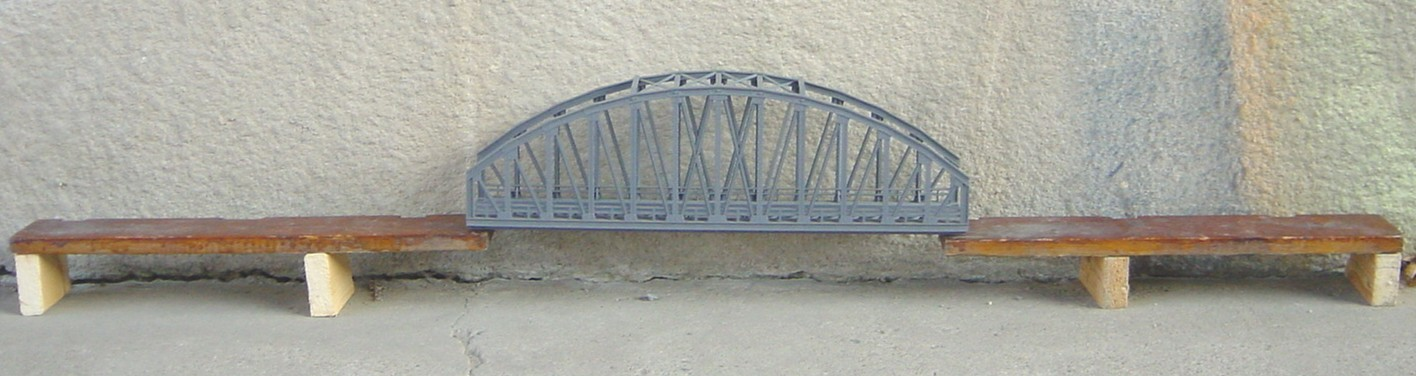
Modelo de un puente Gerber: la celosía en suspensión azul, descansa sobre las vigas en voladizo marrones

Ejemplo del sistema isostático de una viga Gerber

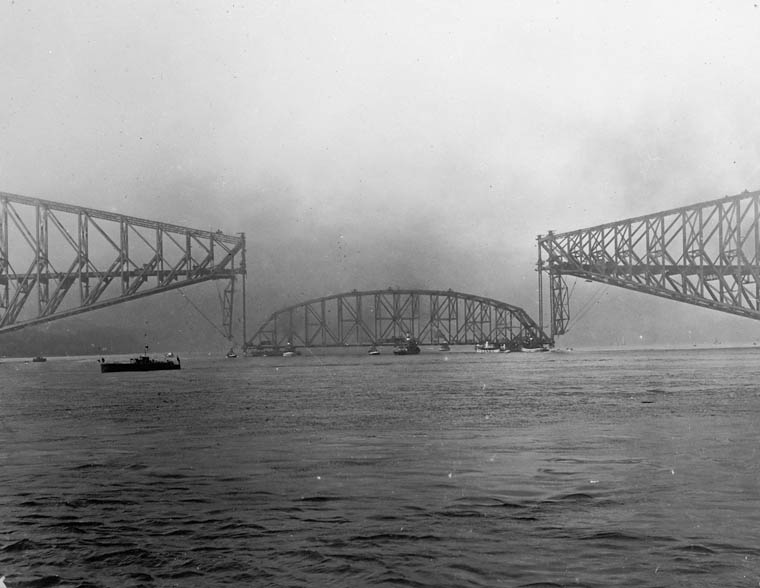
Inserción del vano central del Puente de Quebec

Para los puentes, el diseño más común consiste en dos vanos sobre el río, que soportan sendas vigas con dos uniones articuladas situadas en voladizo sobre la abertura central. Las dos partes externas de la viga están diseñadas como voladizos, a las cuales se une la parte central como un elemento en suspensión. La carga de la viga central se compensa en muchos casos mediante el peso de los tramos comprendidos entre las orillas del río y los pilares centrales, por lo que no hay fuerzas de tracción en los pilares. De lo contrario, las fuerzas de tracción deben ser absorbidas por los anclajes en los estribos o mediante "postes de anclaje".
La construcción de estos puentes comienza con los voladizos laterales, que son ejecutados desde los estribos y desde los pilares en el medio del río. Las primeras piezas se preensamblan en una bancada y se colocan mediante un pilar auxiliar entre el estribo y el primer pilar. A partir de ahí, el montaje adicional del voladizo se lleva a cabo apoyándose en la propia estructura. La segunda viga en voladizo se crea de la misma manera. Finalmente, se coloca la viga central en suspensión, que generalmente se traslada mediante una barcaza por el agua, y se iza mediante cables hasta alcanzar su posición final entre los voladizos, donde queda ensamblada mediante dos rótulas articuladas.

## Otras aplicaciones
Las correas de techos planos a veces se ejecutan como vigas Gerber. Su principal ventaja sobre una correa continua es la disipación de los efectos relativamente complicados de la flexión producidos por un entramado de elementos rígidos. La unión solo tiene que transmitir fuerzas laterales, y por lo tanto, se puede llevar a cabo de forma relativamente económica con pestañas de enlace.

## Descripción técnica
Con el fin de obtener un soporte estáticamente determinado a pesar de las diversas coacciones, la viga Gerber dispone de dos articulaciones situadas de acuerdo con la línea de influencia de la viga considerada hiperestática, de modo que no se pueden transmitir los esfuerzos resultantes de la flexión entre las distintas partes de la estructura. La configuración queda estáticamente determinada si se siguen las siguientes reglas:
- El número de articulaciones es uno menos que el número de vanos.
- En el vano central puede situarse un máximo de dos articulaciones.
- Los vanos intermedios adyacentes al vano central pueden tener como máximo una articulación.
- Los vanos adyacentes al vano central con dos uniones, no deben tener ninguna articulación.

Las uniones están dispuestas convenientemente de forma aproximada donde la línea de influencia del peso propio (considerando la viga continua) se anula.
Para los puentes, el diseño más común consiste en dos pilares y una viga con dos juntas sobre el vano central. Las dos partes externas de la viga están diseñadas como voladizos, a las que se une la parte central en suspensión.
La ventaja de la configuración isostática es que la estructura es insensible a los esfuerzos generados por la tensión de subsidencia o los cambios de temperatura. Además, los esfuerzos internos se pueden calcular más fácilmente con un sistema de soporte determinado isostáticamente. Esta configuración, sin embargo, tiene un efecto negativo en la absorción de las fuerzas longitudinales que se producen en los puentes, por ejemplo, debido a las cargas de tráfico.
Otra desventaja son las articulaciones relativamente complejas, que requieren un mantenimiento continuo, así como mayores deformaciones que en una viga continua. Las partes en voladizo sobre los soportes intermedios permiten, una mejor utilización de la sección transversal.